# Trappe de Bricquebec
Trappe de Bricquebec est la marque commerciale d'un fromage fabriqué par Les Maîtres Laitiers du Cotentin dans la Manche en Normandie. Il est fabriqué sur une base de lait pasteurisé de vache, à pâte pressée non cuite, de 45 % de matières grasses, d’un poids moyen de 250 grammes, qui se présente sous forme d’une petite meule de 22 cm de diamètre.

## Histoire
Originellement, un fromage au lait cru était fabriqué par les moines trappistes de l’abbaye de Bricquebec dans le Cotentin dès le milieu du XIXe siècle. En 1961, ceux-ci ont vendu la marque pour se concentrer sur l'élevage, essentiellement porcin, et la transformation de charcuterie.